# Maria Papayanni
Maria Papayanni (née à Larissa le 27 mai 1964) est une écrivaine grecque. Elle écrit des livres pour enfants et jeunes adultes.

## Biographie
Maria Papayanni est née dans une famille nombreuse. Elle a fait des études de littérature, puis a travaillé comme journaliste pour la radio, la télévision, les journaux et les magazines. Son premier livre est publié en 2001, et elle se consacre à l'écriture. Elle a publié plusieurs romans et albums jeunesse.
Ses ouvrages ont remporté plusieurs prix en Grèce. Ses ouvrages les plus connus incluent The Lonesome Tree (2010), qui a remporté le prix d'État, ainsi que As if by Magic (2006) et Shoes with Wings (2016), qui ont tous deux reçu le prix grec IBBY.
Elle est l'auteure sélectionnée pour représenter son pays, la Grèce, pour le Prix Hans-Christian-Andersen, dans la catégorie Écriture, en 2020 et 2022.

## Prix et distinctions
- 2006 : Prix de l'IBBY[1] de Grèce pour As if by Magic
- 2010 : Prix d'État[1] pour The Lonesome Tree
- 2016 : Prix de l'IBBY[1] de Grèce pour Shoes with Wings
- 2020 et 2022 :  Sélection pour le Prix Hans-Christian-Andersen, dans la catégorie Écriture[2]